# Circuito Internacional de Buriram
O Circuito Internacional de Buriram (ช้าง อินเตอร์เนชั่นแนล เซอร์กิต), também conhecido como Circuito Internacional de Chang, é um autódromo localizado em Buriram, na Tailândia, o circuito foi inaugurado em 2014, é considerado o principal circuito do país, já recebeu a categorias WTCC e irá receber a MotoGP em 2018.